# Lubimec
Lubimec (bułg. Любимец) – miasto w południowej Bułgarii, w obwodzie Chaskowo. Ośrodek administracyjny gminy Lubimec.
Dawna nazwa miasta to Habibczewo (Хабибчево).
Przez miasto przepływa rzeka Marica.
Lubimec znajduje się na międzynarodowej trasie E-80, który łączy Europę Środkowo-Wschodnią z Azją. Poza korytarzem drogowym przechodzi tutaj kolejowa linia łącząca Europę Zachodnią i, przebiegająca przez w Sofię, Płowdiw, Dimitrowgrad, Swilengrad i Stambuł.
Funkcjonuje tutaj klub piłkarski FK Lubimec 2007.
W mieście 15 marca 2011 roku, otworzono obóz dla uchodźców.